# استان مرج
استان مرج (عربی: شعبیة المرج) یکی از استان‌های کشور لیبی است.